# Daspletis
Daspletis is een vliegengeslacht uit de familie van de roofvliegen (Asilidae).

## Soorten
- D. hermanni (Ricardo, 1925)
- D. hirtus Ricardo, 1925
- D. lykos Londt, 1985
- D. placodes Londt, 1983
- D. setithoracicus (Ricardo, 1925)
- D. stenoura Londt, 1983
- D. vulpes Loew, 1858